# Уорден, Арчибальд
Арчибальд Адам Уорден (англ. Archibald Adam Warden; 11 мая 1869, Эдинбург — 7 октября 1943, Эдинбург) — британский теннисист, бронзовый призёр летних Олимпийских игр 1900.
На Играх 1900 в Париже Уорден соревновался в трёх турнирах — одиночном, парном и смешанном. В первом состязании он проиграл в четвертьфинале своему соотечественнику Артуру Норрису. Во втором он снова, играя в паре с американцем Чарльзом Сандсом, проиграл в четвертьфинале. В смешанном турнире он, вместе с чешкой Хедвигой Розенбаумовой, прошёл в полуфинал и выиграл бронзовую медаль.